# HMS Thunderer (1783)
HMS Thunderer (1783) — 74-пушечный линейный корабль третьего ранга. Третий корабль Королевского флота, названный Thunderer. Головной корабль одноименного типа.

## Постройка
Тип Thunderer, или модифицированный Culloden, появился когда заказы на корабли типа Culloden (строившиеся на королевских верфях) стали размещать по частным подрядчикам. Прототипом был все тот же проект Слейда от 1769 года, на этот раз несколько уменьшенный по сравнению с оригиналом. Эти семь кораблей строились тремя частными верфями на Темзе. Хотя все строились во время Американской революционной войны, один HMS Hannibal вступил в строй до 1792 года.
Thunderer был заказан 23 июля 1781 года. Заложен в марте 1782 года. Спущен на воду 13 ноября 1783 года на частной верфи John & William Wells в Дептфорде. Достроен и обшит медью 4 мая 1784 года на королевской верфи в Вулвиче.

## Служба
После достройки в резерве.
1792 — октябрь, средний ремонт в Чатеме по февраль 1794 года.

### Французские революционные войны
1793 — вступил в строй в феврале, капитан Альбемарль Берти (англ. Albemarle Bertie), Флот Канала.
1794 — был при Первом июня, потерь в людях не имел.
1795 — 14 февраля с Флотом Канала ненадолго вышел из Торбея для прикрытия нескольких конвоев, выходящих из Англии.
15 октября HMS Melampus и HMS Latona, следом HMS Orion и HMS Thalia, ещё позже HMS Pomone и HMS Concorde, вышли в погоню за двумя французскими фрегатами, Tortue и Néréide, и корветом Eveillé (16). Однако из-за близости берега и преобладающих ветров погоня была прервана. Но Eveillé не повезло, он был взят Pomone и Thunderer, который появился на месте последним.
1796 — январь, капитан Джеймс Боллард (англ. James Ballard), флагман вице-адмирала сэра Хью Кристиана; март, ушел на Ямайку.
1797 — март, коммандер (с июля капитан) Уильям Огилви (англ. William Ogilvy); 14 апреля у Сан-Доминго совместно с HMS Valiant уничтожил французский 44-пушечный L’Harmonie.
1798 — май, капитан Джон Лоринг (англ. John Loring); июнь, капитан Джон Кочет (англ. John Cochet).
9 мая Thunderer, Abergavenny (54) и другие эвакуировали войска из Порт-о-Пренс, Сен-Марк и Аркайе, на острове Санто-Доминго.
1799 — январь, капитан Джон Кроули (англ. John Crawley); май, капитан Темпл Харди (англ. Temple Hardy).
12 февраля-30 марта, на Ямайской странции взял 2 торговых судна.
Депеши с Ямайки, полученные в Плимуте 25 февраля 1800, и датированные 1 декабря 1799 года сообщают, что в Порт-Ройял прибыл лейтенант Джеймс Вудридж (англ. James Wooldridge), бывший командир вооруженной шхуны Fox (18), и с ним 75 человек команды. Шхуна вышла с Ямайки 5 сентября с генералом Боулзом, вождем племени Крик. Она должна была высадить его в Мексиканском заливе, а затем уйти в крейсерство. Шхуна зашла на остров Провиденс взять лоцмана, которого не нашла, после чего села на песчаную банку вблизи кораллового рифа, получила пробоину и разбилась, но все люди спаслись. После 32 дней на берегу они были подобраны приватиром Providence назначением на Ямайку. В Мексиканском заливе он встретил Thunderer (капитан Харди), который взял людей с Fox к себе на борт и высадил в Порт-Ройял в декабре.
1800 — июль, капитан Роберт Мендс (англ. Robert Mends), затем(?) капитан Генри Бейнтюн (англ. Henry Bayntun).
Капитан Мендс на Ямайке переведен с повышением с HMS Abergavenny (44) на Thunderer. 24 сентября в Плимуте получен рапорт, что Thunderer с новым капитаном вышел в 12-недельное крейсерство.
1801 — апрель, капитан Генри Ванситтерт (англ. Henry Vansittart), июнь-август, оснащение в Чатеме; сентябрь капитан Джон Дефалонс (англ. John Defalons), затем капитан Соломон Феррис (англ. Solomon Ferris); ноябрь, выведен в резерв и рассчитан.
Ок. 1801 года набор подкреплен диагональными связями.

### Наполеоновские войны
1803 — возвращен в строй в марте, капитан Уильям Бедфорд (англ. William Bedford), командовал до 1805 года; Флот Канала; 28 мая совместно с HMS Minotaur и HMS Albion взял 20-пушечную Franchise; 26 июля взял корсар Venus.
Торбей, затем Ирландский патруль.
1804 — январь, и. о. капитана коммандер Ричард Томас (англ. Richard Thomas).

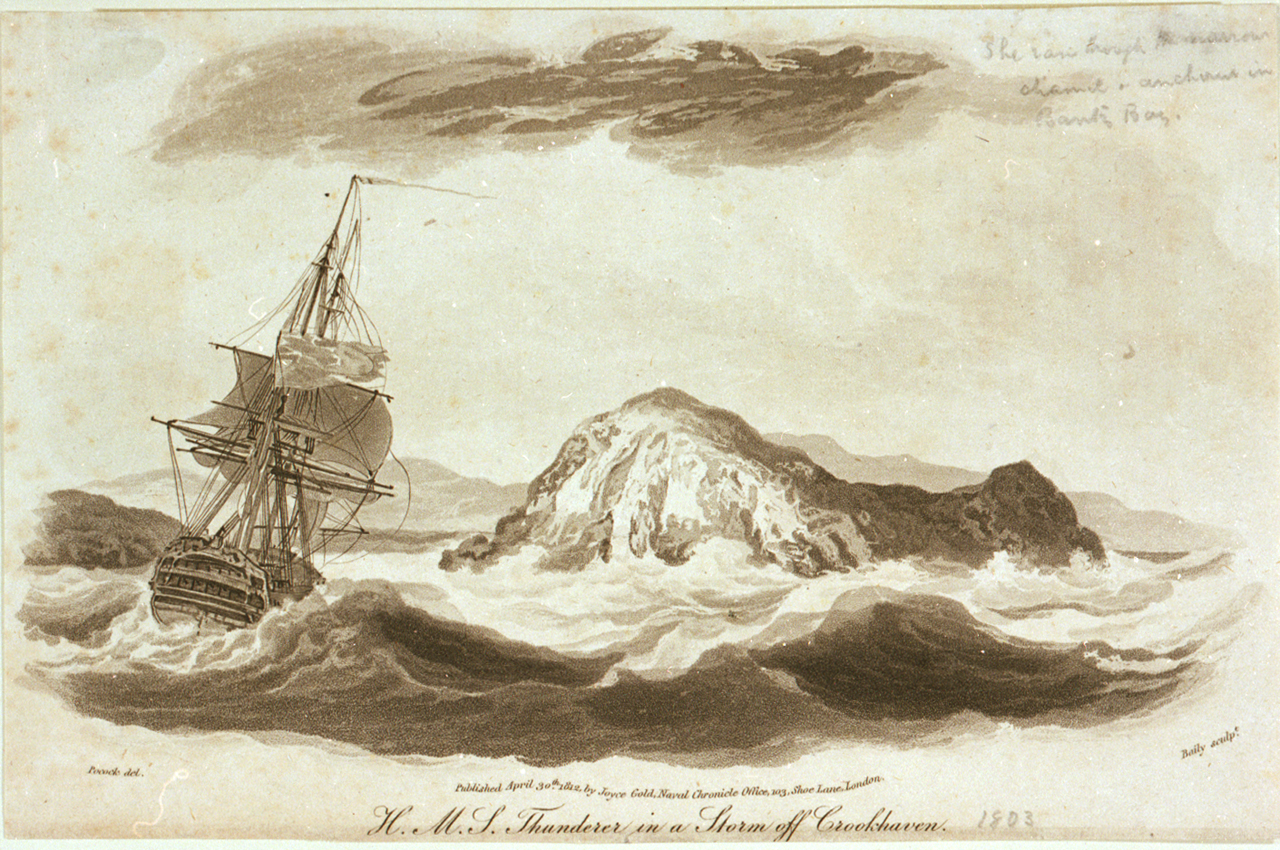
Иллюстрация инцидента 1804 года в Naval Chronicle

В конце декабря 1804 года Thunderer сел на мель у острова Бир. 23 декабря из Бантри-бей прибыл HMS Princess Royal, чтобы снять с него пушки, ядра и припасы. На следующий день подошли HMS Goliath, с ним фрегат и транспорт, и сняли остальные грузы. Корабль снялся с мели без повреждений.
1805 — февраль, выведен в резерв; март-июнь, оснащение в Плимуте; возвращен в строй в апреле, капитан Уильям Лешме́р (англ. William Lechmere); 22 июля с эскадрой Кальдера был в бою против части объединенного франко-испанского флота, потерял 7 человек убитыми и 11 ранеными; октябрь, и. о. капитана лейтенант Джон Стокам (англ. John Stockam); 21 октября при Трафальгаре был в подветренной колонне, потерял 4 убитыми и 12 ранеными; позже временно коммандер Томас Серль (англ. Thomas Searle).
Идя в подветренной колонне вице-адмирала Коллингвуда одиннадцатым, Thunderer вступил в бой, придя на помощь HMS Revenge, которая пыталась прорезать линию противника. Он обстрелял продольным залпом Pricipe de Asturias, затем вступил в бой с французским Neptune, который пытался прийти на помощь испанскому флагману. Спустя короткое время оба противника отошли.
1806 — 12 марта под Кадисом взял 14-пушечный приватир San Christo del Paldo; март, капитан Уильям Льюкин (англ. William Lukin).
С рассветом 12 марта 1806 года капитан Стокам обнаружил по носу с подветра три корабля, один из которых выглядел подозрительно. После пяти часов погони он взял испанский приватир, шхуну San Christo del Paldo (14). За пятнадцать дней со времени выхода из Байонны она взяла шведский бриг Pomone, галиот Louisa et Emilia и датский бриг Grunstadt. Последний был взят в 7 часов тем же вечером, и отправлен в Англию под командой старшины. Его грузом было льняное масло и фрукты. Приватир довольно новой постройки (капитан Жан, или Хуан Гонзалес англ. Jean Gonzales) имел 67 человек команды, и провизии на четыре месяца.
Апрель, капитан Джон Тальбот (англ. John Talbot), командовал до 1808 года; перешел в Средиземное море.
8 декабря с эскадрой контр-адмирала сэра Томаса Луиса (англ. T. Louis), отдал якорь в гавани Валлетты, пополнив припасы 15-го вышел к острову Тенедос, куда прибыл 21 декабря. 27-го пошел в Дарданеллы, и встал на якорь в бухте Азир.
1807 — февраль, был в Дарданеллах. 1 февраля эскадра контр-адмирала Луиса вернулась к о. Тенедос.
В начале года Thunderer был с эскадрой вице-адмирала сэра Джона Дакворта, который получил приказ идти в Константинополь. Thunderer и HMS Standard с двумя фрегатами встали на якорь и контролировали вход в Дарданеллы. 19 января 9 линейных и 2 бомбардирских корабля прошли Дарданеллы и попали под огонь обеих береговых крепостей. Бомбардирские корабли ответили огнём. Сэр Сидней Смит, со эскадрой из HMS Pompee, Thunderer, Standard, HMS Endymion и HMS Active у мыса Песк открыл огонь по турецким кораблям на якоре и по редуту на мысу, который имел 31 тяжелое орудие. Корабли были либо уничтожены, либо захвачены, а редут взят морскими пехотинцами Pompee. 3 матроса и 1 морской пехотинец на Thunderer были убиты и 1 офицер, 9 моряков и 4 морских пехотинцев ранены.
После этого сэр Джон Дакворт подошел на 8 миль к Константинополю, и там стоял до 1 марта, все время обмена письмами и прокламациями. На обратном пути сэр Джон приказал HMS Royal George приветствовать турецкие батареи холостым выстрелом, но турки отвечали мраморными и чугунными ядрами. Thunderer был сильно поврежден и имел 2 убитых, а лейтенант, мичман, 10 матросов и 2 морских пехотинца были ранены. Раненые офицеры были: лейтенанты Джон Уоллер (англ. John Waller) и Колби (англ. Colby) и мичман г-н Мур (англ. Moore).
В конце года в Палермо.
1808 — с эскадрой Страчана при Рошфоре;
2 марта вошел в эскадру лорда Коллингвуда у острова Маритимо. 6 марта получено известие, что французский флот месяц был в море, эскадра вышла на поиск. Позже выяснилось, что французы вернулись в Тулон 10 апреля. Через неделю или две после этого Коллингвуд вернулся в базу.
ноябрь, выведен, рассчитан и поставлен в отстой в Чатеме. В конце 1809 года капитан Тальбот был назначен на HMS Victorious.
1814 — март, Thunderer продан в Чатеме.